# Natalja Iwanowna Sadowa
Natalja Iwanowna Sadowa (russisch Наталья Ивановна Садова, engl. Transkription Natalya Sadova, geborene Koptjuch; * 15. Juni 1972 in Gorki) ist eine russische Diskuswerferin.
Sie gewann bei den Olympischen Spielen Athen die Goldmedaille in ihrer Disziplin. Drei Jahre zuvor, bei den Weltmeisterschaften 2001 in Edmonton, hatte sie ebenfalls den Wettkampf gewonnen, wurde aber im März 2005 disqualifiziert, da ihr damals ein zu hoher Koffeinwert nachgewiesen wurde. Weltmeisterin wurde dann Elina Swerawa.
Wegen eines Dopingverstoßes wurde Natalja Sadowa durch die Internationale Leichtathletik-Föderation IAAF für den Zeitraum von zwei Jahren (7. Juli 2006 bis 6. Juli 2008) für die Teilnahme an Wettkämpfen gesperrt. Ihr war in einem Dopingtest nach einem Wettkampf am 28. Mai 2006 ein zu hoher Wert des anabolen Steroids Metandienon nachgewiesen worden.

## Erfolge im Einzelnen
- 1996, Olympische Spiele Atlanta: Platz 2 (66,48 m)
- 1997, Weltmeisterschaften Athen: Platz 3 (65,14 m)
- 1998, Europameisterschaften Budapest: Platz 2 (66,94 m)
- 2001, Weltmeisterschaften Edmonton: Platz 1 (68,57 m) (später disqualifiziert)
- 2002, Europameisterschaften München: Platz 2 (64,12 m)
- 2004, Olympische Spiele Athen: Platz 1 (67,02 m)
- 2005, Weltmeisterschaften Helsinki: Platz 2 (64,33 m)